# Carlantino
Carlantino község (comune) Olaszország Puglia régiójában, Foggia megyében.

## Fekvése
Foggiától nyugatra, Fortore folyó völgyében, a Dauniai-szubappenninekben fekszik.

## Története
A települést a 16. század közepén alapította Carlo Gambacorta, Celenza hűbérura. 

## Népessége
A népesség számának alakulása:

## Főbb látnivalói
- Palazzo Gambacorta
- Santa Croce-templom
- San Ferdinando-templom